# Godziszów (Lublin)
Godziszów is een dorp in het Poolse woiwodschap Lublin, in het district Janowski. De plaats maakt deel uit van de gemeente Godziszów en telt 2300 inwoners.